# Ekaterina Michajłowa
Ekaterina Iwanowa Michajłowa, bułg. Екатерина Иванова Михайлова (ur. 24 października 1956 w Pazardżiku) – bułgarska prawniczka i polityk, w latach 2001–2002 przewodnicząca Związku Sił Demokratycznych (SDS), długoletnia posłanka do Zgromadzenia Narodowego i jego wiceprzewodnicząca.

## Życiorys
W 1978 ukończyła studia prawnicze na Uniwersytecie Sofijskim im. św. Klemensa z Ochrydy, od 1980 praktykowała w zawodzie adwokata. W 1989 zaangażowała się w działalność polityczną w ramach ugrupowania chrześcijańsko-demokratycznego, z którym dołączyła do Związku Sił Demokratycznych. W wyniku wyborów w 1991 weszła w skład Zgromadzenia Narodowego, mandat poselski odnawiała w 1994, 1997, 2001, 2005 i 2009, zasiadając w bułgarskim parlamencie 36. 37., 38., 39., 40. i 41. kadencji (do 2013). Pełniła m.in. funkcję przewodniczącej frakcji poselskiej Zjednoczonych Sił Demokratycznych i wiceprzewodniczącej parlamentu 40. i 41. kadencji.
W 2001, po przegranych przez centroprawicę wyborach, zastąpiła Iwana Kostowa na stanowisku przewodniczącego SDS. Zajmowała je do 2002, kiedy to na czele partii stanęła Nadeżda Michajłowa. W 2004 Ekaternia Michajłowa wraz z m.in. Iwanem Kostowem opuściła swoje ugrupowanie, współtworząc partię Demokraci na rzecz Silnej Bułgarii, w której objęła funkcje wiceprzewodniczącej i przewodniczącej jej klubu poselskiego. W 2013 znalazła się poza parlamentem, a także poza władzami wykonawczymi demokratów
W międzyczasie zajęła się prowadzeniem wykładów na bułgarskich uniwersytetach.